# ORT Argentina
L'organització ORT Argentina, va ser creada en 1936, és una escola privada de nivell mitjà d'educació del sistema educatiu argentí, amb més de 8.000 alumnes i 900 docents. Pertany a l'organització ORT Argentina, una organització jueva no governamental dedicada a l'educació, fundada en 1936 i vinculada a World ORT.
L'escola té dues seus: Una al barri d'Almagro, i una altra en Belgrano (que en realitat no es troba estrictament a Belgrano, si no a Núñez). Als seus orígens funcionava al barri de Constitución i va haver-hi també una seu a Villaguay, província de Ríos.
La proposta educativa d'ORT es divideix en un cicle bàsic i un cicle superior, orientat segons l'especialització tècnica triada per l'alumne. Cadascun dels cicles té una durada de 3 anys. L'escola ofereix nou orientacions tècniques als seus estudiants:
- Orientació Construccions
- Orientació Disseny Industrial
- Orientació Gestió Administrativa
- Orientació Informàtica i Mitjans de comunicació Digitals
- Orientació Producció de Mitjans de comunicació
- Orientació Producció Musical
- Orientació Electrònica
- Orientació Química
- Orientació Tecnologia de la informació i comunicació
- Orientació Humanitats